# Юрій Джоркаєфф
Ю́рій Джоркає́фф (фр. Youri Djorkaeff, * 9 березня 1968, Ліон) — французький футболіст, нападник.
Насамперед відомий виступами за клуби «Монако» та «Інтернаціонале», а також національну збірну Франції.
Володар Кубка Франції. Володар Кубка Кубків УЄФА. Володар Кубка УЄФА. У складі збірної — чемпіон світу, чемпіон Європи, володар Кубка Конфедерацій.
Син Жана Джоркаєффа, захисника збірної Франції 1960-х, а згодом футбольного тренера. За батьком має калмицько-польське походженням, а за матір'ю - вірменське.

## Клубна кар'єра
У дорослому футболі дебютував 1984 року виступами за команду клубу «Гренобль», в якій провів п'ять сезонів, взявши участь у 82 матчах чемпіонату.
Протягом 1989—1991 років захищав кольори команди клубу «Страсбур».
Своєю грою за останню команду привернув увагу представників тренерського штабу клубу «Монако», до складу якого приєднався 1991 року. Відіграв за команду з Монако наступні чотири сезони своєї ігрової кар'єри. Більшість часу, проведеного у складі «Монако», був основним гравцем атакувальної ланки команди. У складі «Монако» був одним з головних бомбардирів команди, маючи середню результативність на рівні 0,37 голу за гру першості.
Згодом з 1995 по 2005 рік грав у складі команд клубів «Парі Сен-Жермен», італійського «Інтернаціонале», німецького «Кайзерслаутерна», англійських «Болтон Вондерерз» та «Блекберн Роверз». Протягом цих років виборов титул володаря Кубка Кубків УЄФА, ставав володарем Кубка УЄФА.
Завершив професійну ігрову кар'єру у США, виступами за «Нью-Йорк Ред Буллз», за команду якого виступав протягом 2005—2006 років.

## Виступи за збірну
1993 року дебютував в офіційних матчах у складі національної збірної Франції. Протягом кар'єри у національній команді, яка тривала 10 років, провів у формі головної команди країни 82 матчі, забивши 28 голів.
У складі збірної був учасником чемпіонату Європи 1996 року в Англії, чемпіонату світу 1998 року у Франції, здобувши того року титул чемпіона світу, чемпіонату Європи 2000 року у Бельгії та Нідерландах, здобувши того року титул континентального чемпіона, а також чемпіонату світу 2002 року в Японії і Південній Кореї.
| Дата       | Місто              | Господарі      | Результат             | Гості             | Турнір                | Голи | Примітки |
| ---------- | ------------------ | -------------- | --------------------- | ----------------- | --------------------- | ---- | -------- |
| 13/10/1993 | Париж              | Франція        | 2 – 3                 | Ізраїль           | Відбір до ЧС 1994     | -    | 86'      |
| 16/02/1994 | Неаполь            | Італія         | 0 – 1                 | Франція           | товариський матч      | 1    |          |
| 22/03/1994 | Ліон               | Франція        | 3 – 1                 | Чилі              | товариський матч      | 1    | 46'      |
| 29/05/1994 | Токіо              | Японія         | 1 – 4                 | Франція           | Kirin Cup 1994        | 1    | 72'      |
| 07/09/1994 | Братислава         | Словаччина     | 0 – 0                 | Франція           | Відбір до ЧЄ 1996     | -    | 79'      |
| 16/11/1994 | Забже              | Польща         | 0 – 0                 | Франція           | Відбір до ЧЄ 1996     | -    | 27'      |
| 29/03/1995 | Рамат-Ган          | Ізраїль        | 0 – 0                 | Франція           | Відбір до ЧЄ 1996     | -    | 79'      |
| 26/04/1995 | Нант               | Франція        | 4 – 0                 | Словаччина        | Відбір до ЧЄ 1996     | -    | 74'      |
| 22/07/1995 | Осло               | Норвегія       | 0 – 0                 | Франція           | товариський матч      | -    | 46'      |
| 16/08/1995 | Париж              | Франція        | 1 – 1                 | Польща            | Відбір до ЧЄ 1996     | 1    | 70'      |
| 06/09/1995 | Осер               | Франція        | 10 – 0                | Азербайджан       | Відбір до ЧЄ 1996     | 2    |          |
| 11/10/1995 | Бухарест           | Румунія        | 1 – 3                 | Франція           | Відбір до ЧЄ 1996     | 1    | 75'      |
| 15/11/1995 | Кан (Кальвадос)    | Франція        | 2 – 0                 | Ізраїль           | Відбір до ЧЄ 1996     | 1    |          |
| 24/01/1996 | Париж              | Франція        | 3 – 2                 | Португалія        | товариський матч      | 2    |          |
| 21/02/1996 | Нім                | Франція        | 3 – 1                 | Греція            | товариський матч      | -    | 46'      |
| 01/06/1996 | Штутгарт           | Німеччина      | 0 – 1                 | Франція           | товариський матч      | -    |          |
| 05/06/1996 | Вільнев-д'Аск      | Франція        | 2 – 0                 | Вірменія          | товариський матч      | -    | 46'      |
| 10/06/1996 | Ньюкасл-апон-Тайн  | Румунія        | 0 – 1                 | Франція           | ЧЄ 1996 - 1-й етап    | -    |          |
| 15/06/1996 | Лідс               | Франція        | 1 – 1                 | Іспанія           | ЧЄ 1996 - 1-й етап    | 1    |          |
| 18/06/1996 | Ньюкасл-апон-Тайн  | Болгарія       | 1 – 3                 | Франція           | ЧЄ 1996 - 1-й етап    | -    |          |
| 22/06/1996 | Ліверпуль          | Франція        | 0 – 0 д.ч. (5-4 п.п.) | Нідерланди        | ЧЄ 1996 - чвертьфінал | -    |          |
| 26/06/1996 | Манчестер          | Чехія          | 0 – 0 д.ч. (6-5 п.п.) | Франція           | ЧЄ 1996 - півфінал    | -    |          |
| 31/08/1996 | Париж              | Франція        | 2 – 0                 | Мексика           | товариський матч      | 1    |          |
| 09/10/1996 | Париж              | Франція        | 4 – 0                 | Туреччина         | товариський матч      | 1    |          |
| 09/11/1996 | Копенгаген         | Данія          | 1 – 0                 | Франція           | товариський матч      | -    |          |
| 22/01/1997 | Брага (Португалія) | Португалія     | 2 – 0                 | Франція           | товариський матч      | -    | 63'      |
| 02/04/1997 | Париж              | Франція        | 1 – 0                 | Швеція            | товариський матч      | 1    |          |
| 07/06/1997 | Монпельє           | Франція        | 0 – 1                 | Англія            | товариський турнір    | -    |          |
| 11/06/1997 | Париж              | Італія         | 2 – 2                 | Франція           | товариський турнір    | 1    | 64'      |
| 11/10/1997 | Ленс               | Франція        | 2 – 1                 | ПАР               | товариський матч      | -    | 78'      |
| 12/11/1997 | Сент-Етьєн         | Франція        | 2 – 1                 | Шотландія         | товариський матч      | 1    | 71'      |
| 28/01/1998 | Сен-Дені           | Франція        | 1 – 0                 | Іспанія           | товариський матч      | -    | 95'      |
| 25/02/1998 | Марсель            | Франція        | 3 – 3                 | Норвегія          | товариський матч      | -    |          |
| 25/03/1998 | Москва             | Росія          | 1 – 0                 | Франція           | товариський матч      | -    |          |
| 22/04/1998 | Стокгольм          | Швеція         | 0 – 0                 | Франція           | товариський матч      | -    | 46'      |
| 12/06/1998 | Марсель            | ПАР            | 0 – 3                 | Франція           | ЧС 1998 - 1-й етап    | -    | 82'      |
| 18/06/1998 | Сен-Дені           | Франція        | 4 – 0                 | Саудівська Аравія | ЧС 1998 - 1-й етап    | -    | 58'      |
| 03/07/1998 | Париж              | Італія         | 0 – 0 д.ч. (3-4 п.п.) | Франція           | ЧС 1998 - чвертьфінал | -    |          |
| 20/01/1999 | Марсель            | Франція        | 1 – 0                 | Марокко           | товариський матч      | 1    |          |
| 10/02/1999 | Лондон             | Англія         | 0 – 2                 | Франція           | товариський матч      | -    | 84'      |
| 27/03/1999 | Сен-Дені           | Франція        | 0 – 0                 | Україна           | Відбір до ЧЄ 2000     | -    |          |
| 31/03/1999 | Сен-Дені           | Франція        | 2 – 0                 | Вірменія          | Відбір до ЧЄ 2000     | -    | 69'      |
| 05/06/1999 | Сен-Дені           | Франція        | 2 – 3                 | Росія             | Відбір до ЧЄ 2000     | -    | 90'      |
| 04/09/1999 | Київ               | Україна        | 0 – 0                 | Франція           | Відбір до ЧЄ 2000     | -    | 73'      |
| 08/09/1999 | Єреван             | Вірменія       | 2 – 3                 | Франція           | Відбір до ЧЄ 2000     | 1    |          |
| 09/10/1999 | Сен-Дені           | Франція        | 3 – 2                 | Ісландія          | Відбір до ЧЄ 2000     | 1    |          |
| 29/03/2000 | Глазго             | Шотландія      | 0 – 2                 | Франція           | товариський матч      | -    | 46'      |
| 02/09/2000 | Сен-Дені           | Франція        | 1 – 1                 | Англія            | товариський матч      | -    |          |
| 25/04/2001 | Сен-Дені           | Франція        | 4 – 0                 | Португалія        | товариський матч      | 1    | 46'      |
| 30/05/2001 | Тегу               | Франція        | 5 – 0                 | Південна Корея    | Кубок Конфедерацій    | 1    | 74'      |
| 01/06/2001 | Тегу               | Австралія      | 1 – 0                 | Франція           | Кубок Конфедерацій    | -    | 87'      |
| 03/06/2001 | Ульсан             | Франція        | 4 – 0                 | Мексика           | Кубок Конфедерацій    | -    | 77'      |
| 07/06/2001 | Сувон              | Франція        | 2 – 1                 | Бразилія          | Кубок Конфедерацій    | -    | , 61'    |
| 10/06/2001 | Йокогама           | Японія         | 0 – 1                 | Франція           | Кубок Конфедерацій    | -    | 64'      |
| 06/10/2001 | Сен-Дені           | Франція        | 4 – 1                 | Алжир             | товариський матч      | -    | 46'      |
| 26/05/2002 | Сувон              | Південна Корея | 2 – 3                 | Франція           | товариський матч      | -    | 66'      |
| 31/05/2002 | Сеул               | Франція        | 0 – 1                 | Сенегал           | ЧС 2002 - 1-й етап    | -    | 60'      |
| 11/06/2002 | Інчхон             | Данія          | 2 – 0                 | Франція           | ЧС 2002 - 1-й етап    | -    | 83'      |
| Усього     |                    | Матчів         | 82                    |                   | Голів                 | 28   |          |

## Досягнення
- Володар Кубка Франції:

«Монако»: 1990–1991
- Володар Суперкубка Франції:

«Парі Сен-Жермен»: 1995
- Володар Кубка Кубків УЄФА:

«Парі Сен-Жермен»: 1995–1996
- Володар Кубка УЄФА:

«Інтернаціонале»: 1997–1998
- Найкращий бомбардир Чемпіонату Франції:

«Монако»: 1993-94
Збірні
- Чемпіон світу: 1998
- Чемпіон Європи: 2000
- Володар Кубка конфедерацій: 2001